# Rechtsupweg
Rechtsupweg là một đô thị ở huyện huyện Aurich, trong bang Niedersachsen, nước Đức. Đô thị Rechtsupweg có diện tích 5,13 km².